# Надежда Абрамовић
Надежда Абрамовић Станојевић (28. децембар 1946 — 14. април 2017) била је српска и југословенска рукометашица. Са репрезентацијом Југославијом освојила је златну медаљу на Светском првенству 1973, и пета места на Светском првенству 1975. и 1978. Добитник је националног признања Републике Србије.